# Trigueros

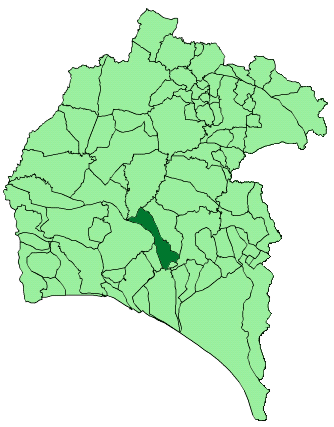
Localização de Trigueros

Trigueros é um município da Espanha na província de Huelva, comunidade autónoma da Andaluzia, de área 118,3 km² com população de 7396 habitantes (2007) e densidade populacional de 60,91 hab/km².

## Demografia
| Variação demográfica do município entre 1991 e 2004 | Variação demográfica do município entre 1991 e 2004 | Variação demográfica do município entre 1991 e 2004 | Variação demográfica do município entre 1991 e 2004 |
| --------------------------------------------------- | --------------------------------------------------- | --------------------------------------------------- | --------------------------------------------------- |
| 1991                                                | 1996                                                | 2001                                                | 2004                                                |
| 7044                                                | 7280                                                | 7203                                                | 7212                                                |